# 2022年南卡羅來納州州務卿選舉
2022年南卡羅來納州州務卿選舉將於2022年11月8日舉行，選舉南卡羅來納州州務卿。現任共和黨州務卿馬克·哈蒙德尋求連任。最後一位民主黨南卡羅來納州國務卿是1991年的約翰·T·坎貝爾。初選將於2022年6月14日舉行。